# Arnauld Doria
Pierre Marie Arnauld Doria, né le 26 décembre 1890 à Orrouy et mort le 27 décembre 1977  à 16e arrondissement de Paris, est un historien de l'art français. 

## Biographie

### Famille
Arnauld Doria, né au château d'Orrouy, est le fils de Paul Prudent François Desfriches, vicomte d'Oria et de Marie Jeanne Valentine Madeleine d'Assas; il est le petit-fils d'Armand Doria, maire d'Orrouy. Il épouse en 1919, Charlotte Marie Suzanne Seillière de Laborde, la fille d'Ernest Seillière et de Germaine Demachy. 

### Formation
Elève de l'Institut Catholique de Paris, licencié en droit, diplômé de l'École du Louvre, il est nommé sous-lieutenant de cavalerie.

### Récompenses
- Croix de guerre (1914-1918) ;
- Académie des Beaux-Arts, en 1950[3] ;
- Vice président de l'Association française des Membres de l'Ordre de Malte ;
- Officier de la Légion d'honneur ;
- Officier dans l'Ordre des Arts et Lettres.

## Œuvres
- Héros obscurs (1923) (ASIN B07XVP96WX)
- Discours de Louis Tocqué (1929) (ASIN B001BOJ5D2)
- Exposition de quatre portraitistes du XVIIIe siècle, Aved, Danloux, Drouais, Tocqué, Fédération française des artistes, 42 bis, boulevard La Tour-Maubourg, du 16 janvier au 13 février 1930 (1930)
- Le Comte de Saint-Florentin, son peintre et son graveur, d'après des documents inédits (1933) (ASIN B001853BPC)
- Le Portraitiste Frédou, peintre du Cabinet du Roi, premier peintre de Monsieur (1951) (ASIN B001851PNM)
- Notice sur la vie et les travaux de Paul Landowski' (1962)
- Notice sur la vie et les travaux de Henri Bouchard (1962)
- Funérailles de Paul-André Lemoisne (1964)
- Hommage à Paul Baudier. Burin d'Albert Decaris (1964)